# 四异丙基甲烷
四异丙基甲烷是一种有机化合物，化学式为C13H28，它是甲烷的四个氢全部被异丙基取代的产物。它可由四环丙基甲烷和氢气在二氧化铂催化下于乙酸中反应制得。在−110 °C下，它在溶液中存在两种构象；在晶体中，它具有C2v对称性。